# خوسيه مرسية
خوسيه مرسية (بالإسبانية: José Murcia González) هو لاعب كرة قدم ومدرب كرة قدم إسباني في مركز الهجوم، ولد في 3 ديسمبر 1964 في قرطبة في إسبانيا. لعب مع ريال جيان ونادي قرطبة.

## وصلات خارجية
- خوسيه مرسية على موقع قاعدة بيانات كرة القدم.إي يو (الإنجليزية)
- خوسيه مرسية على موقع Soccerway.com (الإنجليزية)
- خوسيه مرسية على موقع عالم كرة القدم.نت (الإنجليزية)